# 9033 Kawane
9033 Kawane è un asteroide della fascia principale. Scoperto nel 1990, presenta un'orbita caratterizzata da un semiasse maggiore pari a 3,1441652 UA e da un'eccentricità di 0,2159850, inclinata di 16,04006° rispetto all'eclittica.